# Большая акула
«Большая акула» (англ. Big Shark) — американский комедийный фильм ужасов 2023 года, снятый режиссёром и продюсером Томми Вайсо по сценарию, написанному им же. Фильм повествует о трех пожарных, которые вынуждены спасать Новый Орлеан от акулы-убийцы.

## Сюжет
Патрик, Тим и Джорджи — пожарные, которые живут и работают вместе. После того, как они спасли двух детей от пожара, их называют героями Нового Орлеана.
Патрик утверждает, что во время рыбалки со своей девушкой Софией он стал свидетелем встречи с 35-футовой (прим. 10 метров) акулой. Он неоднократно пытался предупредить своих друзей, они ему не верили и настаивали на том, что в реке Миссисипи нет акул.
В конце концов, Патрику начинают верить, когда в местных новостях сообщают о нападениях акулы. Во время наводнения акула бродит по улицам, поедая людей. Патрик и Тим отправляются в путешествие по Новому Орлеану, чтобы спасти город от акулы.
Сцены, в которых они то поочередно ищут её, то убегают от неё, перемешаны со сценами споров со своими подругами и выпивки в баре.
Тем временем их босс, капитан Джо, покупает снаряжение для подводного плавания и умоляет их помочь спасти город. Тим получает от старика в баре карту сокровищ, на которой указано, где спит акула, хотя Патрик выражает некоторое недоверие по поводу того, спят акулы или нет.
Играя в бильярд, Патрик и Тим придумывают план: прикрепить к акуле устройство слежения, последовать за ней с аквалангом и скормить ей динамит, спрятанный в туше свиньи.
Заполучив кровавую приманку, они протыкают акулу копьем с устройством слежения, но животное мстит и съедает Джорджи. Тим и Патрик посещают мемориал, воздвигнутый в честь Джорджи на пляже, и вместе оплакивают смерть своего друга, сочиняя песню.
Установив устройство слежения, Тим и Патрик преследуют акулу в протоке и убивают её с помощью взрывоопасной приманки. Хотя поначалу кажется, что Тим погиб при взрыве, на самом деле его подбросило высоко в воздух, и он выжил. Герои празднуют это событие, танцуя на улицах Нового Орлеана под аккомпанемент марширующего оркестра.

## В ролях
| Актёр               | Роль    |
| ------------------- | ------- |
| Томми Вайсо         | Патрик  |
| Исайя Лаборд        | Тим     |
| Марк Валериано      | Джорджи |
| Эштон Ли            | София   |
| Эрика Мэри Гиллхини | Шарлота |

Грег Сестеро, постоянный соавтор Томми Вайсо, известный по ролям вместе с Вайсо в фильмах «Комната» и «Т(о)варищи на века», изначально должен был сыграть одну из главных ролей в фильме вместе с Лабордом и Вайсо. В тизер-трейлере 2019 года он появляется в роли Джорджи. Однако к 2023 году роль была переделана, и Валериано появился в новых рекламных материалах, а Сестеро не появился в финальном фильме.

## Производство
Томми Вайсо, который раньше жил в Луизиане, рассказал, что на создание «Большой акулы» его вдохновило наводнение в Новом Орлеане, вызванное ураганом «Катрина» в 2005 году.
Первый трейлер фильма был подготовлен в течение двух недель в феврале под руководством оператора-постановщика Мэтта С. Белла (Matt S. Bell), в общей сложности за два дня съемок в Лафайете, штат Луизиана, и показан в феврале 2019 года. Вайсо, как сообщается, заявил, что намерен снять фильм и выпустить «Большую акулу» в том же году, а Белл сказал, что «с нетерпением ждет полнометражного проекта и возможности предложить больше работы киносообществу Луизианы».
В то время было неясно, насколько серьёзным было производство, поскольку репортер Жермен Люссье утверждал, что трейлер был «в основном шуткой», а в интервью 2020 года Грег Сестеро, который появился в тизере в роли Джорджи, указал, что фильм не находится в стадии разработки, и они только что сняли трейлер для развлечения.
Проект был возобновлен к концу 2021 года, когда Вайсо объявил в Twitter, что 16 ноября 2021 года в Новом Орлеане начнутся съемки. В интервью для York Vision, которое вышло позднее в 2021 году, Вайсо также сообщил о своем намерении провести съемки в Лондоне. На следующий год, 28 июля 2022 года, Вайсо сказал, что съемки «продолжаются и приближаются к завершению».